# 第201師団 (日本軍)
第201師団（だいにひゃくいちしだん）は、大日本帝国陸軍の師団の一つ。
太平洋戦争の末期、1945年（昭和20年）1月20日に帝国陸海軍作戦計画大綱が策定された結果、本土決戦に備えるべく急造が決定した54個師団の一つである。1945年の第二次兵備の一環として4月2日に編成された8個の機動打撃師団の一つである。

## 沿革
第201師団は、1945年（昭和20年）4月2日に東京で編成、第36軍戦闘序列に編入、東京府国立に在って連合国軍の関東上陸作戦に備えていたが、連合国軍の関東上陸は無く当地で終戦を迎えた。

## 師団概要

### 歴代師団長
- 重信吉固 少将：1945年（昭和20年）4月30日 - 終戦

### 参謀長
- 高橋満蔵 中佐：1945年（昭和20年）4月23日 - 終戦[1]

### 最終所属部隊
- 歩兵第501連隊（東京）：染谷満蔵大佐
- 歩兵第502連隊（甲府）：山下誠一中佐
- 歩兵第503連隊（佐倉）：岩瀬武司中佐
- 野砲兵第216連隊：勝沼静中佐
- 迫撃第216連隊：塩田一中佐
- 第201師団速射砲隊：浜田春生少佐
- 第201師団機関砲隊：梶井勝美大尉
- 第201師団工兵隊：高木博少佐
- 第201師団輜重隊：福瀬悦夫少佐
- 第201師団通信隊：高橋俊夫大尉
- 第201師団兵器勤務隊：
- 第201師団第4野戦病院：